# Fini Henriques
Valdemar Fini Henriques (døbt Finni) (20. december 1867 på Frederiksberg – 27. oktober 1940 i København) var en dansk komponist og violinist.
Hans forældre var hospitalsinspektør og justitsråd Vilhelm Moritz Henriques (1828-1889), som var af jødisk herkomst, og Marie Christine Rasmussen (1826-1913). Han var svoger til lægen og filosoffen Severin Christensen. Finis søn kgl. kapelmusikus Johan Henriques sad i en årrække som koncertmester for 2. violingruppen i Det Kongelige Kapel, hvor også faderen havde virket i knap fire år som bratschist og violinist.
Ifølge kilderne var Fini Henriques som dreng en uregerlig krabat, der kun havde lidt sans for intellektuelle beskæftigelser. Til gengæld var han en munter og skabende natur, der allerede som dreng forsøgte sig som komponist.

## Karriere
Henriques blev privatelev af blandt andre violinisten Valdemar Tofte, der var koncertmester i kapellet og professor ved Musikkonservatoriet og af chefdirigenten for Det Kongelige Kapel, Johan Svendsen, efter at Niels W. Gade havde frarådet ham at gå den slagne vej gennem Musikkonservatoriet. Fra 1888-1891 var han i Berlin, hvor han studerede hos violinisten Joseph Joachim og komponisten Woldemar Bargiel, der var halvbroder til Clara Schumann og selv elev af Niels W. Gade. Tilbage i København fik han i 1891 Det anckerske Legat og rejste derefter igen et år til Tyskland og Østrig. Ved hjemkomsten blev han i 1892 ansat i Det Kongelige Kapel, først som bratschist og senere som violinist. Efter et sammenstød med kapelmester Frederik Rung sagde han op allerede i 1896 for at leve et frit liv som komponist, pædagog og koncertviolinist, en karriere der snart gjorde ham til en populær skikkelse. Han udviklede som ung mand et kammeratskab med Carl Nielsen som varede til dennes død i 1931.
Læreren Joseph Joachim var tidens største violinist, men Fini Henriques koncentrerede sig mere om de mindre former. Han dannede sin egen strygekvartet og stiftede kammermusikforeningen Musiksamfundet hvis formand han var til 1931. Men han rejste også som koncertsolist, kammermusiker og dirigent talrige gange i de nordiske lande såvel som til Paris og Berlin. Han sad tillige i bestyrelsen for Dansk Komponistsamfund og var Ridder af Dannebrog (1921) og Dannebrogsmand (1937).

## Musikken
Hans musik er åben og imødekommende, og var meget populær i hans levetid. Han skrev mest for sit eget instrument violinen, foruden sange og klavermusik. Ud over diverse stykker for kammerbesætning og mindre orkesterværker, har Fini Henriques skrevet symfonier, balletter – bl.a. Den lille Havfrue (1909) og Tata, samt en hel del anden scenemusik, herunder operaerne Stærstikkeren (1927) med tekst af C.M. Norman-Hansen, og Vølund Smed (opført 1943) med tekst af Aage Barfoed efter Holger Drachmann.
| - op. 1 Sex Klaverstykker (1888) - op. 2 Tre Sange (Du Blomst i Dug; Serenade; I Skoven - 1915) - op. 3 Ved Vuggen, fire Sange (Sov mit Barn, sov længe; Luk, du søde Barn i Fred; Sov min kjære Glut, sov ind!; Agnetes Vuggevise) - op. 4 Scherzo for Pianoforte (1891) - op. 5 Märchen (violin og klaver 1883) - op. 6 Aphorismer (klaver 1894) - op. 7 Thème original avec variations pour Piano (1893) - op. 8 Fem Sange med Pianoforte (Kan du erindre, bag grønne Grene af Th. Moore; Min søde Glut! naar du er død af H. Heine; Den Elsktes Nærhed ("Jeg mindes dig, naar Morgensolen brænder") af Goethe/Aarestrup; Ved Nattetid ("Læg dig kun ned") af H. Hertz; Sommerens Tale ("Glæd Dig! glæd Dig! Tiden kommer") af Emil Aarestrup - 1884) - op. 9 Fire Sange (bl.a. Viol) - op. 10 Sonate pour violon et piano (1894) - op. 11 Lyrik (5 Klaverstykker, bl.a. Menuet - 1894) - op. 12 Romanze (violin og klaver) - op. 13 Suite for obo og strygere i F-dur (Prélude, Intermezzo, Finale - findes også i udgave for violin og klaver) - op. 14 Vaaren (sang og klaver - 1907) - op. 15 Erotik (klaver) - op. 17 Rythmer og Klange (violin og klaver) - op. 18 Sange til Tekster af J. P. Jacobsen, John Poulsen, Thor Lange, Oscar Madsen og P. M. Thiele (Saa standsed; Skærsommervise; Gaar jeg sent ved Aftentide; Jeg rejste en dejlig Sommerkvæld; Serenade: Jeg kommer med Sang og med Spil) - op. 19 Suite for Pianoforte - op. 20 Kleine bunte Reihe, Leichte Karakterstücke für Violine und Klavier (Hyrdedrengen; Pantomime; Nikke-Dukker; Menuetto; Myggedans; Erotik - 1900) - op. 21 Miniatur-Aquareller, 10 lette Klaverstykker (1900) - op. 22 opgives på 2 måder: 1. Sammenspil, 10 lette Klaverstykker for Violin og Klaver, til Brug ved Undervisningen (nr. 9: Andante Religioso findes for salonorkester ved Nicolaj Hansen) 2. To digte af Herman Bang ”Det hvide Hus” (Jeg elsker dig som Havet; Naar i de lange Nætter) - op. 23 Stille Sange (digte af Sophus Michaëlis: Smil ("O! skønne Smil")]; Sivkonge ("Klaus Nar jeg har søgt"); Blomsterne sove; Had ("Jeg knuser dine Øjne") - op. 26 Novelletten für Violin und Klavier - op. 27 opgives på 2 måder: 1. Pigerne inde i Skoven (to sange med tekst af Oehlenschläger) 2. Canzonetta pour Violin et Piano - op. 28 Karakterstykker for Pianoforte Hefte 1-2 (Hof-Marsch; Cantilene; Intermezzo; Svalen; De gamle danser; Fangen; Humoreske) - op. 29 Børnesange - op. 30 Børne-Lyrik, 20 lette Karakterstykker for Klaver - op. 31 Børne-Trio/Kinder-Trio, G-dur, for Pianoforte, Violin og Violoncel (1909) - op. 32 Petite Polonaise pour Piano - op. 34 Lyrisk Suite for Klaver 1-6 (bl.a. Religioso, der findes som Andante for Violin med Orkesterledsagelse, instrumenteret af trompeteren Arvid Degn 16 Aar gammel) - op. 35 Mazurka für Violine und Klavier - op. 36 Valse Serenade og Valse grazioso for Mandolin og Guitar (1913) - op. 37 Romantiske Sange (En Fremmed/Hvor hjemligt lyder Du for mig af Poul Verier; Blomsterbroen/Alle Smaablomsterne taler til mig af Niels Hassing; Kjærlighed/Den rette, dybe Kjærlighed af Emil Aarestrup) - op. 38 Melodiske Profiler, 20 Klaverstykker i 2 hæfter - op. 43 Romance i D-dur for violin og klaver (findes også med tekst af Knud Pheiffer: Du som er Solen og som klaversolo - 1926) - op. 47 Tommelise, Smaa Klaverstykker komponeret for de allermindste (1919) - op. 50 opgives på 3 måder: 1. Sensommer, Romance i G-dur for Violin med Klaverledsagelse (1921) 2. Melodisk Album, 22 ganske lette Klaverstykker (hæfte 1-3 1919) 3. Kammerduetter (Violino 1. Violino 2. Piano; 3 hæfter) - op. 51 Ballerina (violin og klaver) - op. 56 Erotikon, Andante for Violin med Pianoforte (1920) - op. 69 Sommerdis. Tre Sange (bl.a. Der hviler en Duft af Josias Bille; Jeg saa en Rose vaagne - For sangstemme og klaver) |

| - Børnesymfoni i F-dur (1880) - Paryksymfoni C-dur (1888) - Vølund (suite for orkester 1898) - Legende for Orkester (Kong Volmer - 1898) - Symfoni i C dur (1896/1904) - Menuet i gammel Stil For strygere og klaver (1908) - Andante e Fuga (strygere 1910) - Basta!, Ama'rkansk Shimmy-Fox lille orkester (1926) - Danmark (1929) - Menuet (arrangeret af Emil Reesen - 1935) - Foraarssang, Frühlingslied, Spring-Song (arrangeret af Johannes Andersen - 1935) - Air (for strygeorkester) - Aphorismer (Barndomsmanuskripter/Smaa Orkesterstykker) - Billedbogen (instrumenteret af Sv. Chr. Felumb: På Moders Skød; Dukkedans; Den lille Soldat; Snurrebassen; Aftenbøn ; Nissernes Dans; Dukkens Vuggevise; Den lille Jokey; Bolden; Tagfat) - Danse, danse Dukke min (salonorkester) - De to Gamle - Du er dejlig (Salonorkester) - Fire danske Sange (Morgensang; Den lyse Nat; Peblingevise; Aftensang - solonorkester) - Fra gamle Dage (Gavotte og Menuet) - H.C. Andersen Festouverture - Jeg elsker (strygeorkester) - Jeronimus (strygeorkester/strygekvartet) - Kan du fange mig? (fra Børnelyrik for strygeorkester/strygekvartet? - Kinderspiel - Marche nuptiale (Bryllupsmarch) - Mor Huldas Drenge - Nordisk Koncert-Ouverture - Orkestral Billedbog (Fra Dyrenes og Børnenes Verden - små instrumentalværker for forskellig besætning) - Sangfuglen (piccolofløjte, fløjte, fagot og strygere) (indhold?: Sangfuglen; Sommerleg; Vandring gennem Ørkenen) - Sivkonge (fra op. 23) - Sommerleg For fløjte, 2 oboer, 2 klarinetter, fagot, og strygere - To maa man være (Henriette Rantzau, arrangeret af Emil Reesen for salonorkester) - Valse romantique - Vandring gennem Ørkenen - Wiegenlied (arrangeret for strygere af Carl Rydahl) - Vølund Smed (Suite for Orkester: Livs-drømme; Alfedans; Vølunds Klage; Forspil) |

| - Vilhelm Gavotte (1879) - Billedbogen; Tyve Billeder af Børnelivet fortalt for Gamle og Unge (3 bind - 1900) - Sonate i Bb-dur (1901) - Bryllupsmarsch (1908) - Gamle Minder (1918) - Valse serioso (1935) - Den sønderjyske Vagtparade for Pianoforte - D-dur Romance - Djævlen!/En god Ide, men en slet Tanke./Et Fandens godt Stykke For klaver - Impromtu - Jubilæums Marsch for Klaver, Frelsens Hær tilegnet - Novellette No. I - Spinderokken - Spinet; Komposition over tonerne: e.b.b.a. - Støjens Musik (Vækkeuhret; Raadhusklokken; Lirekassen; Elektriske Sporvogn; Automobilen; Brandvognen; Naar Soldaterne drager forbi; Paa Jernbanestationen; I Hønsegaarden; Hesten paa Asfalten) - To Stykker for Piano (Humoreske, Menuet) - Wiegenlied für Klaver - Wienerinden-Vals |

| - Beates Regnskab (skuespil af Carl Gandrup - 1882) - Vølund Smed (skuespil af Holger Drachmann - 1896) - Canta, Eventyr i et Forspil og 4 Akter (Carl Ewald - 1902) - Prinsessen og det halve kongerige (Eventyrskuespil af Holger Drachmann 1905) - Prinsessen der spandt (Eventyrspil af Ingeborg M. Sick - 1908) - Vaarbrud (Scenemusik - Wedekind - 1914) - Den lille Havfrue (ballet - Hans Beck - 1920) - Theatret: Indledning Beskrivelse: Lille festspil ved 200 årsjubilæet 1922 (Helge Rode; orkester og kor SSATTBB) - Spejlet (opera i 1 Akt af Thorkild Barfod efter et gammelt japanesisk Sagn! - 1923) - Stærstikkeren (opera 1926) - Snedronningen (Mimisk Eventyr (ballet) efter H. C. Andersen af Richard Henriques - 1928) - Mor Huldas Drenge (skuespil af Karin von der Recke - 1929) - Peter Pan (ved Aage Barfoed - 1930) - Tata (ballet af Emil Mobech - 1931) - Kain (opera 1932) - Vølund Smed (omarbejdet til opera opført 1943) - 10-Dages Teatrets Fest-Prolog for stort Orkester - Blomsterballet ? |

| - Strygekvartet i a-mol (1883) - Strygekvartet Eb-dur (1890) - Violinsonate i g-mol (1893) - Dejlig er Jorden, 12te Aarhundrede (strygekvartet 1898) - Sorg, Det døende Barn/Trauer, Das sterbende Kind (violin og klaver 1923) - Cellisten, Melodiske Violoncel Studier og Stykker for Begyndere for Violoncel og Klaver (1920) - Air für Violine und Klavier - Andante - Fuga - Andante (strygekvintet) - Berceuse (violin og klaver) - Brojgestanz, Fantasie for Violin Pianoforte over Was bist Du bróges (Russisk Folkemelodi) - Concert-Mazurka for Amatører (violin og klaver) - De unges Koncertmazurka (violin og klaver) - Djævledans (violin og klaver) - Elegie (arr. for violin og klaver) - Kammerkvartet i a-mol (fløjte, violin, cello og klaver) - Mazurka (violin og klaver) - Nordisk Dans (violin og klaver) - Pantomime, Humoreske Gavotte (violin og klaver) - Petit valse (eller Valse con sordine - violin og klaver) - Romance grandioso i a-mol (cello og klaver) - Ungarske Rhytmer (violin og klaver) - Wiegenlied (violin og klaver) |

| - Kantate til Henrik Ibsens 70-årsdag (1898) - Kantate ved Nærum Kostskoles Indvielse 16. September 1911 - Børnehjælpsdagens Sang (L. C. Nielsen 1912) - Flagsangen (Ida Brems 1915) - Wiegenlied (1915) - Hvor svært, En Salme med Piano eller Orgel-akkompagnement (1915) - Hvor hjemlig lyder.. (Til det danske Sprog 1919) - Aftensang (Conrad Holm 1921) - Anne-Lise's Vuggesang 1922 - Julesang 1923 - Lille Anemone hvid (Martin Reenberg 1924) - Sommer i Danmark (1925) - Vaarkvæld (A. Vejlø 1926) - Roser, Tekst (Mark Nielsen 1926) - Tak! Lille Mor! (Conrad Holm 1926) - Danmark (3-stemmigt kor - Axel Juel 1929) - Jyttevers, 10 Børnesange af Henri Nathansen (1929) - Det døende Barn (H. C. Andersen - 1930) - Feriebørnenes Tak (Christian Østrup 1936) - Moderhjærtet (Anders W. Holm 1937) - De danske Farver (Svend Alsinger 1940) - Fire danske Sange (Morgensang; Den lyse Nat; Peblingevise; Aftensang - 1943) - Aftenbøn - Aften-Landskab (blandet kor SATB) - Aftensang (Harald H. Lund; mandskor TTBB, arrangeret af Robert Hermann) - Barnet (Ludvig Hammer) - Dagen er omme - De lyse Nætter (Thøger Larsen - blandet kor) - Den danske Studenersang. "Sordin" - Den lille bi og den store sol (Chr. Richard) - Den lyse Nat (Harald H. Lund; mandskor) - Der ligger en Borg - Der staa to Roser (blandet kor - SATB) - Det bødes der for (blandet kor SATB) - Du er dejlig (Holger Rørdam) - "En Taare har sænket sig" (Aage Matthison-Hansen, flere sange?) - Grib i dit bryst - Fantasibillede - Feriekoloniernes Sang (O. Linck) - Flagsangen (Ida Brems) - "Fuente"-Visen (Ludvig Brandstrup) - I Skoven (blandet kor - 'Denne Komposition er ikke identisk med Opus 2 Nr. 3 - men det er samme Tekst') - Julesang/Tænd igen det grønne Træ (Hans H. Seedorff) - Julestemning (Conrad Holm) - Hjemvé (Aage Blix) - Kronborg Stad (Charles Gandrup) - Kærlighedsdalen (St. St. Blicher - mandskor: TTBB) - Lisemors Vuggevise, Luk, Du søde Barn i Fred (C. F. Güntelberg) - Maj-Visen - Malvinas Sang (Erik Bøgh) - Mellem trolde (Emma Kraft 1896 For 1-2 lige stemmer og klaver - Mesterens Ord (Aage Barfoed) - Moderhjærtet (Anders W. Holm - sang, klaver og violin _ sammen med Aksel Agerby) - Morgensang (Harald H. Lund - 4-st. mandskor) - Mødet (Anders W. Holm) - Nye Julesange efter gammelt Motiv (Emil Bønnelycke: Julestadsen; Pebernødden; Den unge Piges Jul; Sprællemanden) - Romantiske Sange (En Fremmed; Blomsterbroen; Kærlighed) - Sivkonge (sang af op. 23 med orkester) - Skolen er god nok, Feriesang - Sov, min kære glut, sov ind (Vuggesang) - Spejder-Sangen (Walter Christmas fra "Svend Spejder") - Tag will sich neigen - To maa man være (Henriette Rantzau) - Tre Sange (Jeg bad dig af Arnold Hending; De lyse Nætter ("Danmark, nu blunder den lyse Nat") af Thøger Larsen; Hjulet gaar ("Tenen drejer, Hjulet gaar") af Morris J. Guttermann) - Tre Sange for 4-st. Mandskor (Emil Bønnelycke: Pebernødder ("Jeg er kun en Pebernød"); Sprællemanden ("Der er Folk, som kan le"); Julestadsen ("Snart staar Juletræet Brud") - Trestemmige Sange for Piger og Drenge (Pebernødder ("Jeg er kun en Pebernød") af Emil Bønnelycke; Julestadsen ("Snart staar Juletræet Brud") af Emil Bønnelycke; Morgensang ("Nu Sol i Øst oprinder mild") af C. J. Brandt; Mads og Mikkel ("Mads! jeg tror bestemt du dratter") af Poul Martin Møller; Dagen er omme af Carl Ewald; Danse, danse Dukke min af H. C. Andersen; Dikke, dikke dikke; Aften ("Aftenrøden skær og fin") af G. Rode) - Tusmørke (Oehlenschlæger) - Vaarglimt (Martin Reenberg) |

- Sange i Wikisource Arkiveret 10. marts 2010 hos  Wayback Machine